# Maracanda rubella
Maracanda rubella är en insektsart som beskrevs av Navás 1937. Maracanda rubella ingår i släktet Maracanda och familjen myrlejonsländor. Inga underarter finns listade i Catalogue of Life. Det är ett latinskt namn.